# Krita (bergart)
För andra betydelser, se krita.

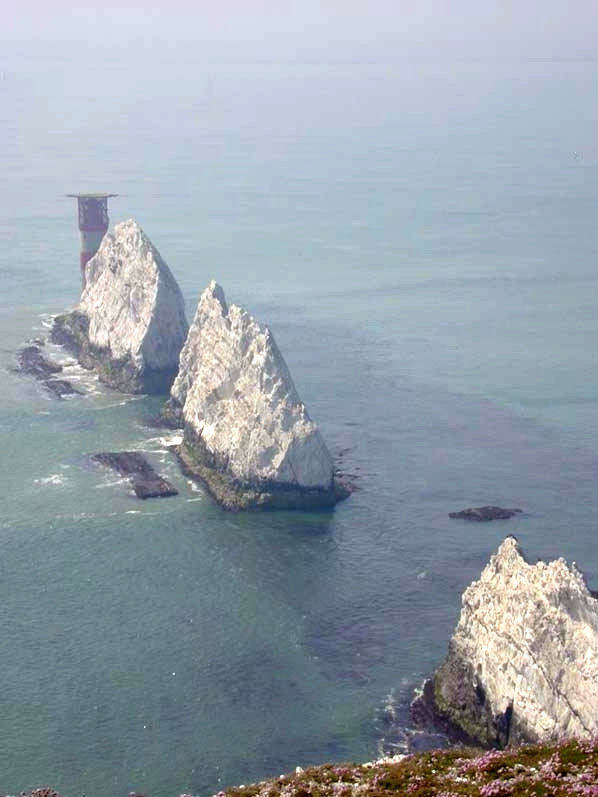
Kritklippor vid Isle of Wight.

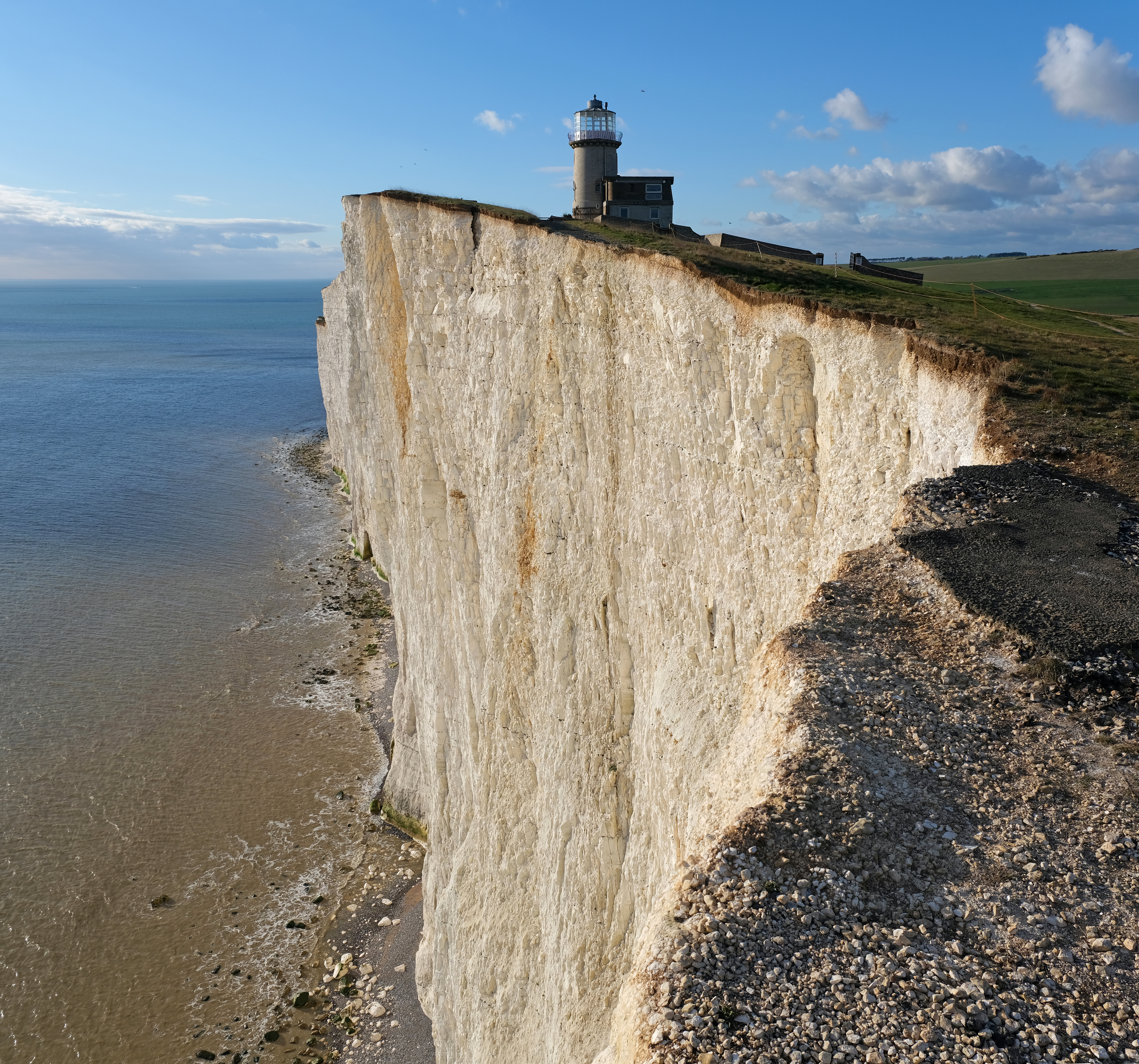
Beachy Head är en del av de omfattande kritformationerna i södra England.

Krita är mjuk och vit kalksten, bildad i marin miljö på relativt stort djup. Den består av i det närmaste ren kalciumkarbonat, CaCO3, men innehåller ofta också konkretioner av flinta. Den här bergarten bildades främst under den geologiska perioden krita. Den består av fossila skal från mikroskopiska vattenlevande organismer (fästalger) som sjönk ned till havets botten. Bergarten krita har gett namnet åt den geologiska perioden krita. 
Krita är vanlig i hela Västeuropa, där avlagringar ligger under delar av Frankrike. Branta kritklippor ses ofta där de möter havet på platser som Doverklipporna på Kentkusten vid Engelska kanalen.
Bergarten bryts för användning inom industrin, såsom för bränd kalk, tegel och byggspackel. Inom jordbruket används krita för att höja pH i jordar med hög surhet. Den används också för att skriva och rita på "svarta tavlan" och andra ytor, även om sådant ritmaterial även kan tillverkas av andra karbonatbaserade mineraler eller gips.

## Beskrivning

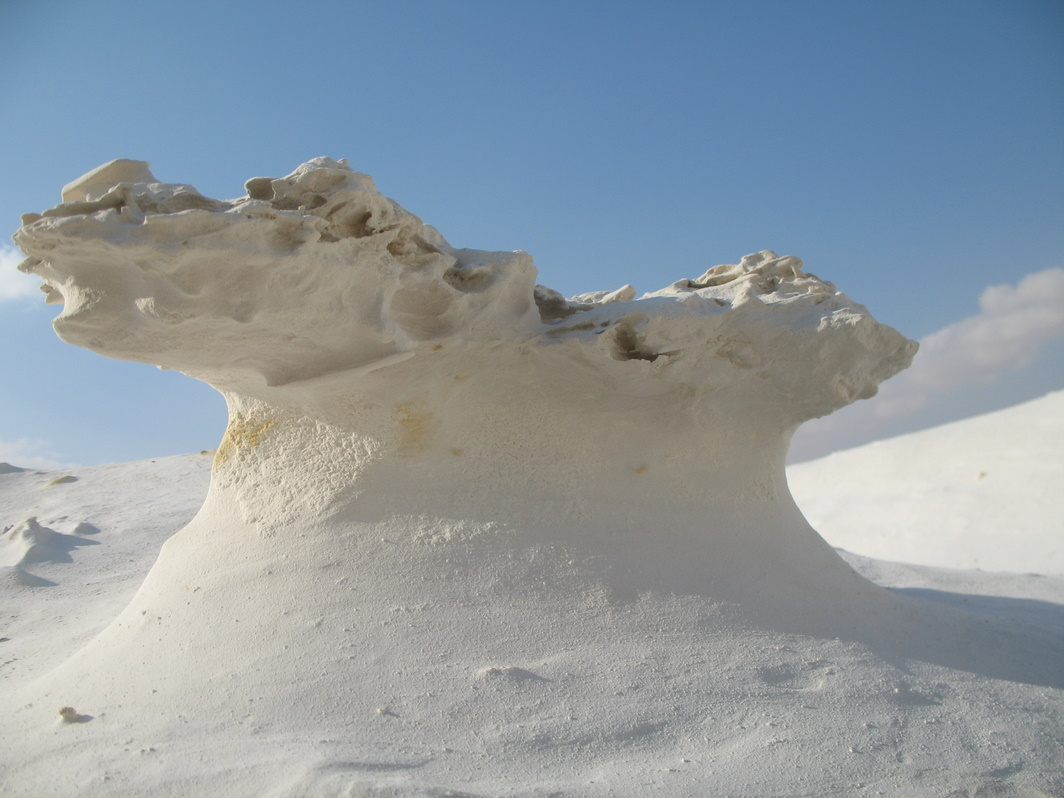
"Nitzana Chalk curves", belägen i västra Negev i Israel, är kalkavlagringar bildade i mesozoikums Tethyshav.

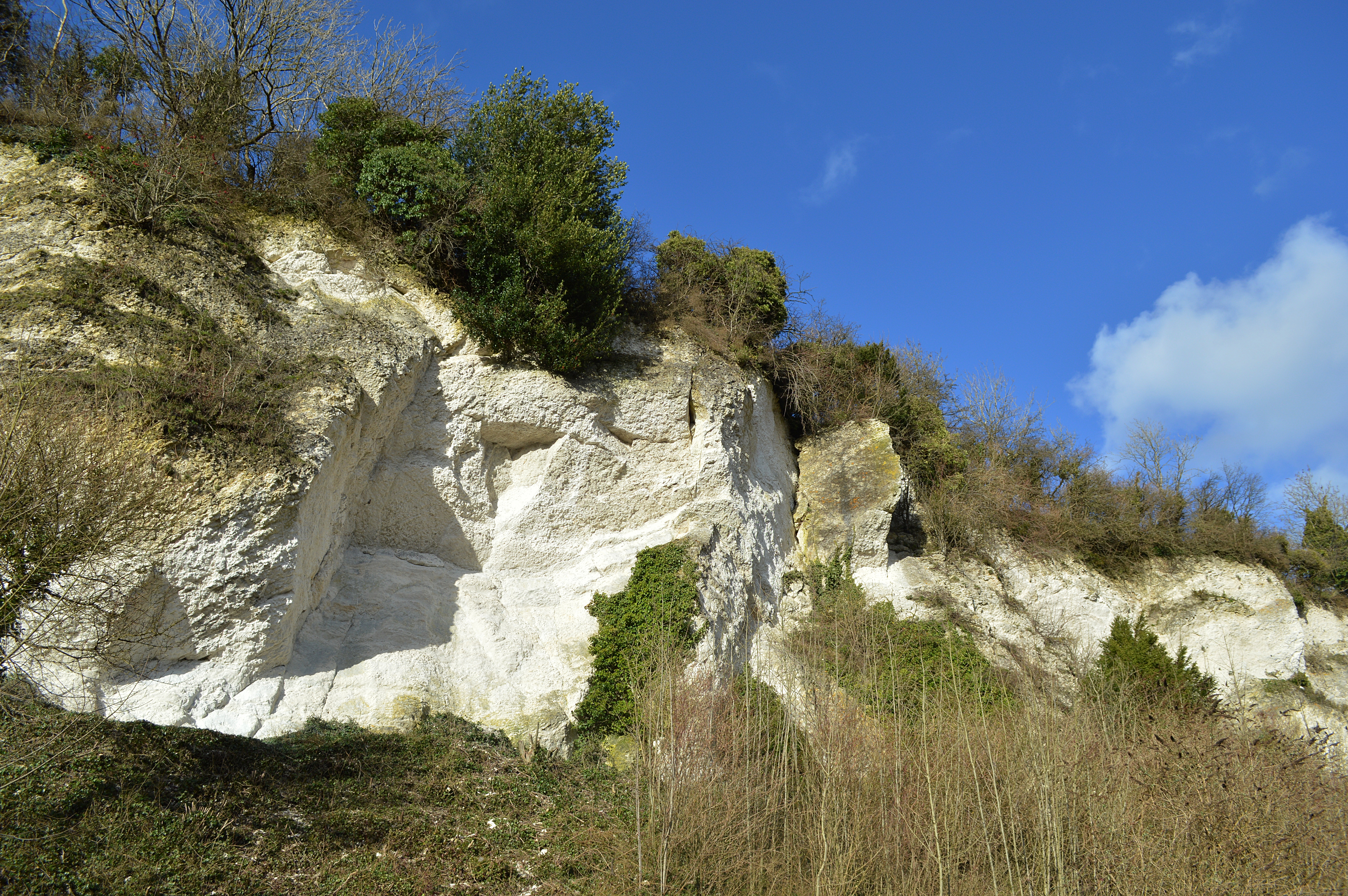
Öppna kritgropen i Seale i Surrey.

Krita är en finstrukturerad, jordnära typ av kalksten som kännetecknas av sin ljusa färg, mjukhet och höga porositet. Den består mestadels av små fragment av kalcitskal eller skelett av plankton, som foraminiferer eller koccolitoforer. Dessa fragment har mestadels formen av kalcitplattor som sträcker sig från 0,5 till 4 mikrometer i storlek, även om cirka 10 till 25 procent av en typisk krita är sammansatt av fragment som är 10 till 100 mikrometer i storlek. De större fragmenten är intakta planktonskelett och skelettfragment av större organismer, som blötdjur, tagghudingar eller mossor.
Krita är vanligtvis nästan ren kalcit, CaCO3, med bara 2 till 4 procent av andra mineraler. Dessa är vanligtvis kvarts- och lermineraler, även om kollofan (kryptokristallin apatit – ett fosfatmineral) också är närvarande; i det senare fallet kan de ses som knölar eller som små pellets – fekala pellets. I vissa kritabäddar har kalciten omvandlats till dolomit, CaMg(CO3)2, och i några fall har den dolomitiserade kritan dedolomitiserats tillbaka till kalcit.
Kritan är mycket porös, med typiska värden för porositet som sträcker sig från 35 till 47 procent. Även om den till utseendet liknar både gips och kiselgur, kan krita identifieras genom sin hårdhet, fossila innehåll och reaktion på syra (det producerar brus vid kontakt).

## Bildning
I Västeuropa bildades krita under den sena kritaepoken och den tidiga paleocenepoken (mellan 100 och 61 miljoner år sedan). Den avsattes på omfattande kontinentalsocklar, på djup mellan 100 och 600 meter, under en tid av icke-säsongsbetonat (sannolikt torrt) klimat som minskade mängden erosion från närliggande exponerade stenar. Bristen på närliggande erosion förklarar den höga renheten hos krita.
Koccolitoforerna, foraminifererna och andra mikroskopiska organismer som krita kom ifrån bildar mestadels lågmagnesiumkalcitskelett, så sedimenten utgjordes redan av mycket stabil lågmagnesiumkalcit när de avsattes. Detta är i motsats till de flesta andra kalkstenar, som bildades av kalcit med hög magnesiumhalt. Detta skiljer sig även från aragonit som snabbt omvandlades till den mer stabila kalcit med låg magnesiumhalt efter avsättning, vilket resulterade i tidig cementering av sådana kalkstenar. I kritan förhindrade frånvaron av denna omvandlingsprocess till kalciumkarbonat tidig cementering, vilket delvis förklarar kritans höga porositet. Krita är också den enda formen av kalksten som vanligtvis visar tecken på packning.
Flinta (en typ av hornsten och kalcedon) är mycket vanlig som band parallella med bäddar eller som noduler i skikt, eller foder till sprickor inbäddade i krita. Dessa härrör troligen från svampspikler eller andra kiselhaltiga organismer, eftersom vatten stöts ut uppåt under packningen. Flinta deponeras ofta runt större fossiler som sjöborrar som kan kiselifieras (det vill säga ersätta molekyl mot molekyl med flinta).

## Geologi och förekomst

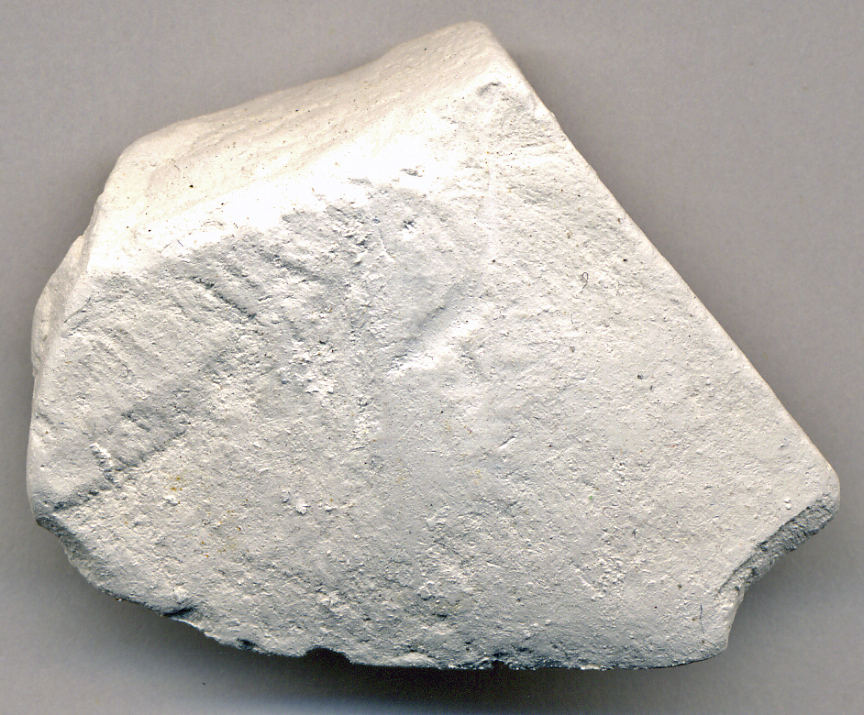
Krita från Dovers klippor i England.

Kritan är så vanlig i kritahavsbäddar att kritaperioden fick sitt namn efter dessa avlagringar. Namnet krita härleddes från latinets creta, vilket betyder krita. Vissa avlagringar av krita bildades efter kritaperioden.
Kritagruppen är en europeisk stratigrafisk enhet deponerad under den sena kritaperioden. Den bildar de kända vita klipporna i Dover i Kent i England, såväl som deras motsvarigheter till Cap Blanc Nez på andra sidan Doversundet. Berggrunden i Champagneregionen i Frankrike är mestadels baserad på kalkavlagringar och innehåller konstgjorda grottor som används för vinlagring. Några av de högsta kritklipporna i världen finns i Nationalpark Jasmund i Tyskland och vid Møns Klint i Danmark.
Bologneserkrita är ett slags fin krita från Bolognas omgivningar, medan venetiansk, spansk krita samt briançonerkrita är ett slags täljsten.
Kritavlagringar finns också i kritabäddar på andra kontinenter, som Austin Chalk, Selma Group och Niobrara-formationer i det nordamerikanska inlandet. Krita finns också i västra Egypten (Khomanformationen) och i västra Australien (Miriaformationen).
Krita av oligocen till neogen ålder har hittats i borrkärnor av sten under Stilla havet, vid Stewart Arch på Salomonöarna.
Det finns lager av krita innehållandes globorotalia i Nicosiaformationen på Cypern, vilket bildats under Pliocen.

## Utvinning
Krita bryts från kalkavlagringar både ovan och under jord. Kritbrytningen blomstrade under den industriella revolutionen, på grund av behovet av kritaprodukter som bränd kalk och tegelstenar.

## Användning

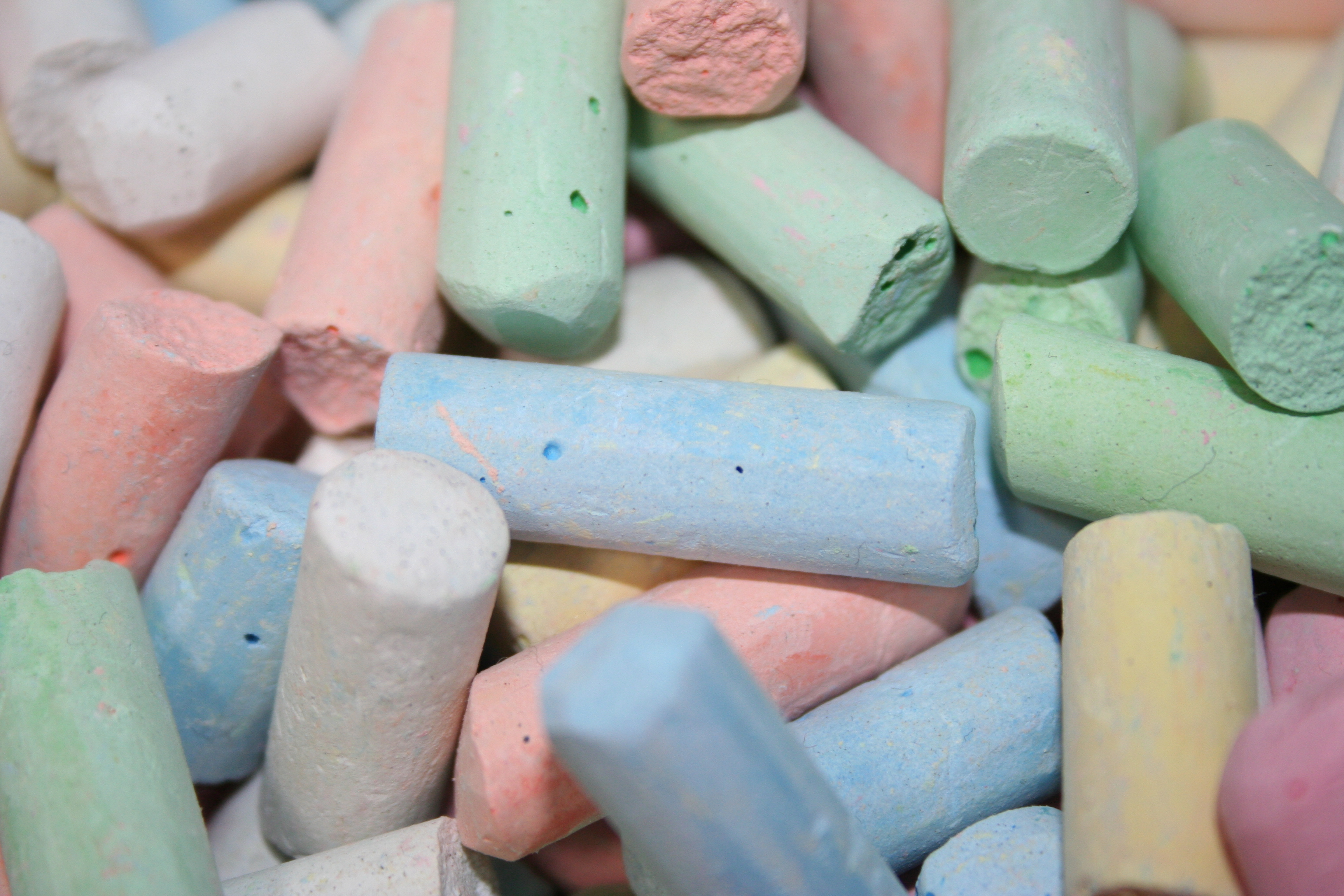
Kritor i olika färger.

Ett antal olika mineral som används till vardags kallas för "krita", inklusive tavelkritor, krita för klättring och krita för biljardköer. Dessa är inte alltid riktig krita, utan kan vara en blandning av kalciumsulfat eller andra salter.
Traditionellt har krita också använts vid cementtillverkning, i glasbruk samt i slammat tillstånd som pigment eller förtjockningsmedel i olika slags målarfärg.
Krita och andra former av kalksten kan användas för sina egenskaper som bas. Krita är en källa till bränd kalk genom termisk nedbrytning, eller släckt kalk efter släckning av bränd kalk med vatten. Inom jordbruket används krita för att höja pH i jordar med hög surhet. Små doser krita kan också användas som antacida. Dessutom gör de små partiklarna av krita det till ett ämne som är idealiskt för rengöring och polering. Till exempel innehåller tandkräm vanligtvis små mängder krita, som fungerar som ett milt slipmedel. Polerkrita är krita framställd med en noggrant kontrollerad kornstorlek, för mycket fin polering av metaller.
Fransk krita (även känd som skräddarkrita) är traditionellt en hård krita som används för att göra tillfälliga markeringar på tyg, främst av skräddare. Den är numera vanligtvis gjord av talk (magnesiumsilikat).
Kritbäddar bildar viktiga petroleumreservoarer i Nordsjön och längs Mexikanska golfen i Nordamerika.